# Фрушкогорски манастири
Фрушкогорските манастири са група от 35 исторически манастира, съществували в планината Фрушка гора в областта Срем в днешна Сърбия, Войводина – между двете битки при Мохач, когато унгарските земи са под османско владичество.
В началото на XXI век Фрушка гора със своите 19 манастира следва непосредствено Света гора като всеправославна светиня и място за поклонничество. До Втората световна война манастирите са 17, като оттогава са възстановени два.
Фрушкогорските манастири имат над петвековна история, изпълнена със страдания, мъченичество, плячкосване, палежи, рушене и обновление. Първите сведения за подигането им се основават на предания за сремският крал Стефан Драгутин, който предприема единични постъпки за манастирски градежи. Първото сигурно документално свидетелство датира от 1455 г. Деспот Георги Бранкович се обръща в писмо до папа Калист III с искане за съдействие за реализиране на правото му да построи девет манастира в областта, което право му било предоставено от папа Николай V.
Манастирският ансамбъл е разположен на територия с 50 км дължина и 10 км ширина, с изключение на манастира Фенек, който е класифициран като един от манастирите на Фрушка гора. Архитектурата и съхранените в тези манастири произведения на изкуството показват интересно смесване на православната балканска средновековна култура със западноевропейските традиции на територията на оформящата се т.нар. военна граница.
Най-известният между Фрушкогорските манастири е Ново Хопово, основан през 1480 г. Фреските в църквата му са дело на йеромонах Митрофан. Друг известен манастир е този в Крушедол (от началото на XVII век). В този манастир е погребан първият крал на Кралство Сърбия в ново време – Милан Обренович.
Силвестър Попович, йермонах от манастира в Раковац, художник, по народност сърбин, пътува през 1745 и 1746 г. до Йерусалим и води подробен дневник за своето пътуване. Превежда от български на сръбски издаденото от Христофор Жефарович „Описание на Ерусалим“.